# 사리풀

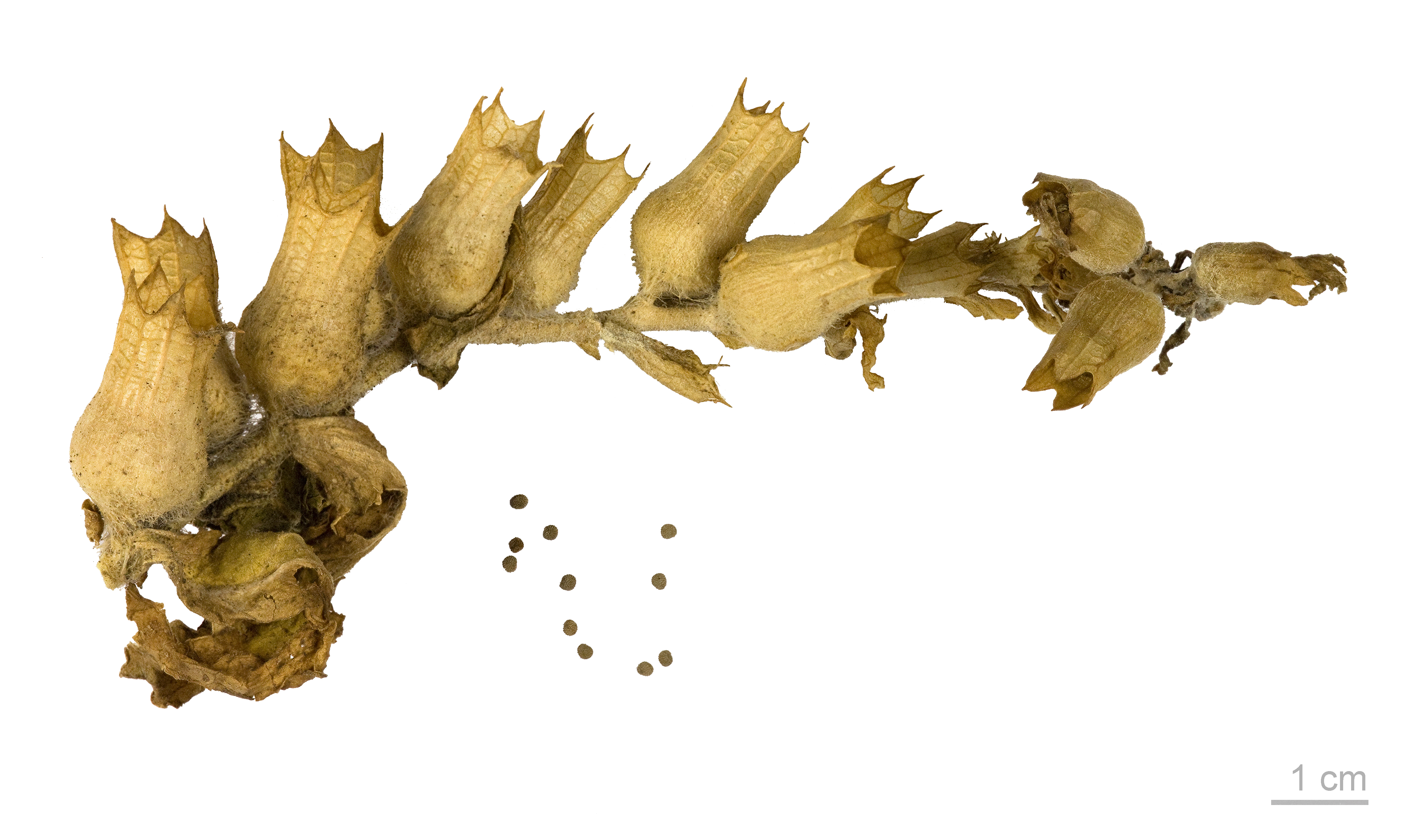
Hyoscyamus niger

사리풀(Hyoscyamus niger)은 유럽 원산으로, 한국 각처에서 재배하는 한해살이풀이다. 전체에 털과 선모가 있어 점성이다. 근생엽은 잎자루가 있으나 경생엽은 잎자루가 없으며, 원줄기를 약간 감싸고, 난형, 긴 타원형, 끝이 뾰족하고, 가장자리에 결각상 또는 물결 모양의 톱니가 있다. 꽃은 노란색, 원줄기 끝에 달리고, 꽃받침은 통 모양, 얕게 5갈래, 화관은 깔때기 모양으로 통부가 자줏빛, 갈래는 연녹색, 자주색의 맥이 있다. 수술은 화관통 중앙에 있다. 열매는 삭과로 2실이다. 유독 식물로서 진통제로 이용한다. 현재 대한민국에서는 제조, 가공, 수입, 조리가 금지되어 있는 원료이다. (식품위생법 제93조 제2항)

## 참고 자료
- 이 문서에는 다음커뮤니케이션(현 카카오)에서 GFDL 또는 CC-SA 라이선스로 배포한 글로벌 세계대백과사전의 내용을 기초로 작성된 글이 포함되어 있습니다.